# 曽野舜太
曽野 舜太（その しゅんた、2002年5月3日 - ）は、日本の俳優、歌手であり、ダンスボーカルユニットM!LKのメンバーである。
三重県伊勢市出身、スターダストプロモーション制作3部所属。

## 略歴
小学5年生の時に、家族旅行で訪れたあべのキューズモールで行われていた同事務所DISH//のリリースイベント会場にてスカウトされ、中学1年生の時にスターダストプロモーションに所属。
EBiDAN加入後、ダンスボーカルユニットBATTLE BOYSとして活動し 、2018年8月28日、M!LKの追加メンバーとなる。
2021年11月24日、M!LKとしてシングルCD『Ribbon』でメジャーデビューした。
2025年3月、学習院大学を卒業。同年6月、ドラマ「低体温男子になつかれました。」でドラマ初主演。

## 人物
- 趣味:動画鑑賞、音楽鑑賞[1]。

- 特技:サッカー、リアクション芸、場を和ませる力[1]。

## 出演

### テレビドラマ
- 働かざる者たち最終話（2020年10月1日、テレビ東京系） - サラリーマン 役
- 沼る。港区女子高生 第3話（2023年3月11日、日本テレビ） - 教師 役[10][11]
- 君との朝食は決めている（2023年3月25日 - 、フジテレビTWO） - 薫 役[12]
  - 口説き文句は決めている（2023年4月12日 - 、ひかりTVチャンネル）[12]
- 怪談新耳袋 暗黒「人形村」（2023年8月24日 - 9月14日、BS-TBS・BS-TBS 4K） - スバル 役[13][14]
- 佐原先生と土岐くん（2023年12月1日 - 2024年2月2日、毎日放送） - 利瀬竜尚 役[15]
- コスメティック・プレイラバー（2024年8月6日 - 27日、フジテレビ） - 南条敦 役[16]
- スメルズ ライク グリーン スピリット（2024年9月20日 - 11月8日、毎日放送） - 桐野マコト 役[17]
- 神様のサイコロ（2024年10月9日 - 11月27日、BS日テレ） -  白石和彦 役[18]
- 低体温男子になつかれました。（2025年5月8日 - 6月26日、TOKYO MX1） - 主演・相馬亮介 役[19]

### 映画
- 鬼ガール!!（2020年10月16日、SDP） - 反町冬季 役[20]
- バトルキング!! -We'll rise again-（2023年3月10日、SDP） - 上杉俊 役
  - BATTLE KING!! Map of The Mind -序奏・終奏-（2025年2月14日・3月14日、SDP）[21][22]
- 劇場版 スメルズ ライク グリーン スピリット（2025年6月公開予定、ポニーキャニオン） - 桐野マコト 役[23]

### 舞台
- 暁のヨナ～烽火の祈り編～（2019年11月16日 - 23日、EXシアター六本木） - シンア 役[24][25]
- 「チコちゃんに叱られる！on STAGE」〜そのとき歴史はチコっと動いた！〜（2022年3月20日、日本青年館ホール） - 東京公演ゲスト出演
- NIGHT HEAD 2041-THE STAGE-（2022年7月1日 - 10日、東京ドームシティ シアターGロッソ） - TEAM WHITE・黒木タクヤ 役[26]

### 情報番組
- ZIP!内のコーナー「ベラベラ ENGLISH 星星 the Teacher」（2022年4月 - 2023年3月、日本テレビ)

### バラエティ番組
- Z STUDIO ひまつぶ荘（2022年4月22日 - 2023年3月23日、日本テレビ） - MC[27]
- あざとくて何が悪いの?「あざと連ドラ」第11弾『あざといは恋愛対象外?』（2024年11月8日 - 12月20日、テレビ朝日） - 麻野健太 役[28]

### その他
- 第33回全日本高等学校女子サッカー選手権大会 応援リーダー（2024年12月11日）[29]